# Pseudoblothrus peyerimhoffi
Pseudoblothrus peyerimhoffi är en spindeldjursart som först beskrevs av Simon 1905.  Pseudoblothrus peyerimhoffi ingår i släktet Pseudoblothrus och familjen spinnklokrypare. Inga underarter finns listade i Catalogue of Life.